# アルコベンダス
アルコベンダス（Alcobendas）は、スペイン・マドリード州にあるムニシピオ（基礎自治体）。 マドリードの中心部から13km北にある。

## 歴史
アルコベンダスの名が初めて歴史上に登場するのは、13世紀初頭にブルゴスで書かれた文書の中である。
モンティエルの戦い後の1369年、エンリケ恩寵王はマドリードに属していたアルコベンダス、バラハス、コベニャを、ペドロ・ゴンサレス・デ・メンドーサへ与えた。1453年までメンドーサ家がアルコベンダス領主であった。その後は、封建領主制が廃止される19世紀までプノンロストロ伯爵家が世襲した。
1960年代以降、マドリードのベッドタウンとして人口が増加した。

## 人口
| アルコベンダスの人口推移 1842－2011                     |
|                                                         |
| 出典:INE（スペイン国立統計局）1900年 - 1991年、1996年 - |

## 交通
マドリード地下鉄10号線はアルコベンダスに4駅を持つ。エスペランサ・アギーレマドリード州首相がマドリード市外への地下鉄延伸を政策に掲げたことで地下鉄の乗り入れが実現した。また、セルカニアス マドリードC-4号線の駅がある。マドリード＝バラハス空港から7kmの距離にあり、エア・マドリードは2006年に解散するまでアルコベンダスに本社を置いていた。

## スポーツ
ローラーホッケーチームのパティン・アルコベンダスが拠点を置いている。2010年にはアルコベンダスでCIRH女子ローラーホッケー・ワールドカップが開催された。この大会ではアルゼンチン代表が優勝し、地元のスペイン代表は3位となった。
ハンドボールチームのCBアルコベンダス（BMアルコベンダス）もアルコベンダスに拠点を置いており、男女の各チームがスペインリーグに参加している。
アルコベンダスには1970年代からラグビーチームが拠点を置いており、幾度も設立・解散を繰り返している。モラレハ・アルコベンダスは2002年に1部リーグのディビシオン・デ・オノールで優勝し、2003年には1部リーグと国内カップで準優勝したが、2003年末に解散した。2003年からは後継チームのクルブ・アルコベンダス・ラグビーが活動している。
アルコベンダスにはペドロ・フェランディス財団が管理運営するバスケットボール博物館があり、国際バスケットボール連盟(FIBA)のFIBA殿堂がある。

## 関連人物
出身者
- マルコス・ペレス・ヒメネス(1914-2001) : ベネズエラの軍人・政治家。ベネズエラ大統領(1953-1958)。
- ペネロペ・クルス(1974-) : 女優。

関連人物
- ビング・クロスビー(1903-1977) : アメリカ合衆国の歌手・俳優。アルコベンダスのゴルフ場でプレー中に心臓発作を起こして死去した。

## 姉妹都市
- エピネー＝シュル＝セーヌ、フランス